# Ranalisma
Ranalisma é um gênero botânico da família alismataceae.

## Espécies
- Ranalisma humile
- Ranalisma rostrata